# Psihopatija
Psihopatija je stanje čije su glavne odlike promene na emocionalno-voljnom planu ličnosti i asocijalnosti. Smatralo se da zbog njih trpi samo okolina (agresivnost, asocijalnost, i antisocijalnost). Za psihopate se kaže da su „daltonisti za ljudska osećanja i društvene moralne vrednosti”.

## Uzroci psihopatije
Uzrok psihopatije, kao i ostalih poremećaja ličnosti, može biti loša socijalizacija u ranom detinjstvu, genetske karakteristike, kao i posledice telesnih i duševnih oboljenja. Najčešći su uzroci da su psihopate u detinjstvu ili preterano strogo vaspitavane, tj. kažnjavane, ili su bili prepušteni sami sebi, tj. zanemareni.
Psihodinamičari tumače psihopatiju slabošću ega, zbog čega dolazi do izražaja nekontrolisano ispoljavanje nagona, ali i slabošću super-ega, što se očitava u nesposobnosti pridržavanja moralnih normi. Nepovoljni nasledni činioci, kao i uzroci okoline oblikuju psihopatske ličnosti. Terapijski pokušaji gotovo da nemaju uspeha. Definicija i značenje pojma psihopatije i nadalje se raspravljaju.

## Karakteristike psihopatije
Klasični psihopata odlikuje se — potpunim odsustvom savesti — kao jedne važne osobine koju poseduju normalni ljudi. Oni će se služiti svim sredstvima da ostvari svoje ciljeve.
Najčešći opisi psihopata su: „Oni mogu biti simpatični, šarmantni, inteligentni, oprezni, impresivni”, „mogu da ostave utisak nekoga u koga čovek može da se pouzda”, i „imaju mnogo uspeha u zavođenju žena/muškaraca”: Međutim, „oni su neodgovorni”, „rušilački nastrojeni” i slično.
Veliku konfuziju pravi to što psihopate imaju dosta osobina koje mnogi normalni ljudi smatraju poželjnim ili zavidnim. Na primer, oni često ostavljaju utisak jednog neverovatno čvrstog samopouzdanja (kad je potrebno i nedostatka samopouzdanja, a sve u cilju manipulacija).
Neki autori tvrde da neki i sami pate zbog svoje abnormalne ličnosti (depresivnost, suicidni psihopati). Psihopate nikad ne dosežu dimenzije psihotičnosti premda mogu pokazivati neke simptome ili sindrome slične pojedinim duševnim poremećajima (shizoidni, paranoidni, nestabilni, ekscentrični, depresivni, hipomanični i drugo).
Psihopate boluju od jedne stvarne mentalne bolesti koju on označava kao — potpuni i neizlečivi nedostatak osećanja. Ukoliko psihopata uopšte nešto oseća, onda su to emocije najpliće vrste. On čini bizarne i samo-destruktivne stvari zato što je potpuno imun na posledice koje bi normalnog čoveka ispunile osećanjima srama ili griže savesti.
Psihopatija je sasvim uobičajena u ljudskom društvu. Postoji mnogo slučajeva psihopata koji normalno rade kao biznismeni, doktori, pa čak i psihijatri. Oni izgledaju u svakom pogledu kao normalni ljudi. Nedostatak savesti ih čini veoma efikasnim „mašinama”.
S obzirom da su veoma efikasni, u stanju su da obavljaju veoma kompleksne radnje koje su zamišljene tako da izazovu druge da im ovi daju svoju podršku za ono što oni žele. Na taj način mnoge psihopate su u stanju da dostignu visoke pozicije u društvu. Tek nakon dužeg vremena njihove kolege i saradnici postaju svesni činjenice da je njihov uspeh i napredak zasnovan na gaženju drugih ili kršenju njihovih prava.
Iako su potpuno indiferentni što se prava drugih tiče, oni često kod drugih ljudi veoma spretno inspirišu osećaj iskrenog poverenja. Psihopata nikada ne smatra da s njegovom psihom nešto nije u redu, te tako ne oseća ni potrebu da treba nešto da promeni u svom ponašanju. Osim što su egocentrični, oni su često i narcisoidni. Narcisoidnost je samo jedna od njihovih karakternih crta. Retko kada dolaze u sukob sa zakonom, dok istovremeno čine strahovite štete članovima svojih porodica, prijateljima i kolegama s posla. Psihopate se najčešće druže samo s onima od kojih mogu imati neke koristi. Za psihopatu je najvažnija jedino njegova „glad”.
Ukratko, psihopata je — predator ili grabljivac. On se kamuflira uz pomoć jedne maske trezvenosti, a onda slično grabljivim životinjama tiho i neprimetno prati svoju žrtvu, izdvaja je iz stada, približava joj se i krši njen otpor.
Psihopata će vas uvek optužiti da radite ono što on radi ili namerava da uradi. U svakoj interakciji između psihopate i normalnog čoveka sa potpunim opsegom emocija, psihopata uvek pobeđuje. Psihopate se često nazivaju i „vukovima u jagnjećoj koži”. Za razliku od otvoreno agresivnih psihopata, mnogo više je onih koji spadaju u grupu tzv. ‘skriveno-agresivnih ličnosti’ (engl. covert-aggressive personalities).
Glavne karakteristike su im sledeće:
- Uvek teže da se stvari rade onako kako oni misle da treba i jedino im je njihova ‘pobeda’ na pameti.
- Ambiciozni su kad se radi o sticanju moći i dominaciji nad drugima. Oni uvek teže da budu oni koji su gore i da kontrolišu druge. Koriste ceo jedan arsenal suptilnih i efikasnih strategija kako bi zadobili prednost u međuljudskim odnosima.
- Mogu da budu veoma kulturni, šarmantni i zavodljivi. Oni znaju kako da dobro izgledaju i kako da pobeđuju, ‘otapajući’ našu odbranu. Oni znaju šta će vam reći kako biste zaboravili na onaj svoj ‘osećaj u stomaku’ koji vam govori da im nipošto ne verujete, a onda im dali sve ono što oni žele.
- Mogu da budu beskrupulozni, podmukli, i osvetoljubivi borci. Znaju kako da kapitaliziraju na svakoj čovekovoj slabosti a pojačaće svoju agresivnost ukoliko primete da ste posrnuli. Oni znaju kako da uhvate čoveka u momentu kad je on nesvestan i nepripremljen. Ukoliko smatraju da ste ih u nečemu nadmašili ili da ste dobili više od njih, oni će to pokušati da preokrenu u svoju korist ili da vam se osvete. Oni bitku ne smatraju završenom sve dok oni ne pobede.
- S obzirom da nemaju savest, ne postoji ništa što može da ih koči. Oni znaju da razlikuju ispravno od pogrešnog, ali ne dopuštaju ničemu da im stoji na putu do onoga što žele. Prema njima, cilj uvijek opravdava sredstvo. Tako, su skloni da varaju i sebe i druge u vezi onoga što stvarno rade.
- Eksploatišu ljude s kojima su u vezi. Gledaju na ljude kao na pione u njihovoj životnoj igri. Gnušaju se svake slabosti i iskorišćavaju svaku slabost koju nađu kod protivnika. Psihopate su često dobri stratezi, međutim, nisu u stanju da vide suštinu stvari, većinom su preokupirani spoljnim izgledom („ambalažom”) a nisu u stanju da uče na osnovu sopstvenih iskustava, kao što je to slučaj s normalnim ljudima.
- Nemaju smisla za određivanje kada je stvarno potrebno da se bore a kad nije, niti imaju osećaj za ‘fer-borbu’. Za njih svakodnevni život predstavlja jednu bitku i svako ko im stoji na putu da ostvare ono što žele, automatski se smatra neprijateljem. Opsednuti su ‘pobedama,’ uvek su spremni i voljni za borbu.
- Ne mogu da shvate da se dugoročne pobede mogu ostvariti i tako da se ponekad nekome malo i popusti.
- Konstruktivna ili fer borba njima je strana. Smatraju da je svaka fer borba riskantna, tj. sa prevelikom mogućnošću za gubitak. Ili jednostavno, oni sebi ne mogu dopustiti nikakav rizik ukoliko su sigurni da na jedan nepošten način mogu doći do pobede. Njih mahom zanimaju samo kratkoročne pobede.
- Nisu u stanju da prevaziđu svoju sebičnost i egocentričnost. Ne mogu shvatiti da nemaju pravo na baš sve što žele. Nakon svake uspešne manipulacije drugih, njihov ego postaje sve veći.
- Ne mogu istinski da poštuju druge ljude niti da osete empatiju. Znajući emotivne slabosti kod drugih, majstori su u „pritiskanju pravih dugmića” kako bi kod drugih izazvali željene emocionalne reakcije.

## Test-lista za proveru psihopatije
Dr. Robert Hare američki psiholog jedan od svetskih eksperata za psihopatiju je napravio listu opisanih karakteristika koje su svojstvene psihopatama, takozvanu „Ček-listu” za proveru psihopatije:
1. Slatkorečivost i površinski šarm — tendencija ka milozvučnosti i uglađenosti; privlačnost, šarmantnost; glatkost i tečnost govora. Šarm psihopate ni u kom slučaju ne sadrži u sebi tragove stida, samo-svesnosti, niti on ispoljava strah od bilo čega. Psihopati nikad ne zastaje jezik u grlu. Oni su se oslobodili od društvenih pravila ponašanja kao npr. kod razgovora, odnosno, uzimanja reči kad na njih dođe red.
2. Grandiozna samovrednost — jedan uveliko naduvan pogled na svoje sposobnosti sa preteranim samopouzdanjem, jaka tvrdoglavost, samouverenost i hvalisanje. Psihopate su arogantni ljudi koji vjeruju da su superiorna ljudska bića.
3. Potreba za stimulacijom ili sklonost ka dosadi — jedna prekomerna potreba za novim, neobičnim, uzbudljivim iskustvima odnosno stimulacijama koje izazivaju uzbuđenje; vole da rizikuju tj. skloni su upuštanju u riskantne radnje. Psihopate često imaju lošu samo-disciplinu kod potpunog izvođenja zadataka, zato što im brzo postaje dosadno. Na primer, nisu sposobni da obavljaju isti posao duže vremena, ili da obavljaju zadatke koje oni smatraju glupim ili rutinskim.
4. Patološko laganje — može biti umereno ili preterano; u umerenoj formi oni će biti lukavi, prepredeni, prevejani, tajanstveni i bistri; u ekstremnoj formi, oni će biti varalice, lažovi, podmukli, beskrupulozni, manipulativni i nepošteni.
5. Varanje i manipulacija — koriste se obmanama, skloni su svakoj vrsti prevare ili obmanjivanja drugih kako bi stekli neku ličnu korist; za razliku od tačke #4, u stepenu u kome je eksploatacija, bezosećajnost i nemilosrdnost zastupljena, što se odlikuje nedostatkom obzira za osećanja i patnju njegovih ili tuđih žrtava.
6. Nedostatak kajanja ili osećaja krivice — nedostatak osećanja ili obzira za gubitak, bol i patnju žrtava; tendencija ka ravnodušnosti, nepristrasnosti, hladnokrvnosti i potpuni nedostatak svake empatije. Oni to većinom ispoljavaju ohološću, prezirom ili omalovažavanjem svojih žrtava.
7. Plitka osećanja — emocionalno siromaštvo, ograničen opseg ili dubina osjećanja; ispoljavanje hladnoće uprkos izraženim znakovima društvenosti od strane drugih.
8. Neosetljivost i nedostatak empatije — nedostatak osećanja prema ljudima uopšte; hladni, prezrivi, bezobrazni, bezobzirni i netaktični.
9. Parazitski životni stil — jedna namerna, manipulativna, sebična i eksploatatorska finansijska zavisnost od drugih koja se odražava nedostatkom njihove motivisanosti, niskom samo-disciplinom i nesposobnošću da započnu ili ispune svoje obaveze.
10. Loša kontrola ponašanja — izražavanje iritacije, dosade, nestrpljivosti, pretnje, agresivnosti ili verbalno vređanje drugih; nedovoljna kontrola ljutnje i temperamenta; ponašaju se prenagljeno.
11. Promiskuitetno seksualno ponašanje — niz kratkih, površnih, mnogobrojnih seksualnih afera i nasumično biranje seksualnih partnera; održavanje nekoliko „ljubavnih” veza u isto vreme; stalna tendencija ka navođenju drugih na seksualne aktivnosti ili pričanje s ponosom o svojim osvajačkim uspjesima i seksualnim avanturama.
12. Rani problemi u ponašanju — razne vrste ponašanja u periodu do 13 godina, uključujući laganje, varanje, vandalizam, nasilje nad slabijima, seksualne aktivnosti, podmetanje požara, drogiranje lepkom, korišćenje alkohola i bežanje od kuće.
13. Nedostatak realnih dugoročnih ciljeva — nesposobnost ili stalni neuspeh kod donošenja i izvođenja dugoročnih planova i ciljeva; nomadska egzistencija, besciljnost, nedostatak životnog smera.
14. Impulsivnost — ispoljavanje postupaka bez predumišljaja i nedostatak refleksije i planiranja; nesposobnost odolevanja iskušenjima, kontrolisanja nagona i frustracije; nedostatak promišljenosti i uzimanja u obzir mogućih posledica svojih postupaka; ludo odvažni, nepredvidljivi, nestalni i nesmotreni.
15. Neodgovornost — nisu u stanju da ispunjavaju ili ispoštuju svoje obaveze, kao npr. kod plaćanja računa i vraćanja dugova; aljkavi su na poslu, često odsustvuju s posla; ne ispunjavaju na vreme ugovorene poslove.
16. Nesposobnost za preuzimanje odgovornosti za vlastite postupke — nesposobnost preuzimanja odgovornosti za vlastite postupke, kao rezultat nedostatka savesti; nedostatak predanosti na poslu, antagonistička manipulacija, negiranje svoje lične odgovornosti i pokušavanje manipulacije drugih.
17. Mnogobrojne kratkotrajne bračne veze — nisu u stanju da budu privrženi bilo kome ili čemu.
18. Maloletnička delikvencija — problemi u ponašanju u starosnom dobu između 13 i 18 godina; ispoljavaju kriminalne radnje ili neke druge antagonističke aspekte u smislu eksploatacije, agresivnosti, manipulacije, bezosećajnosti, bezobzirne tvrdoglavosti.
19. Opoziv uslovnog puštanja na slobodu — opoziv uslovnog oslobađanja iz zatvora zbog nepromišljenosti, nepažnje ili neredovnog javljanja zakonskim organima.
20. Kriminalna višestranost — razne vrste kriminalnih radnji i prestupa, bez obzira na to da li je osoba bila uhapšena ili optužena za njih, osećaj velikog ponosa kad nekažnjeno obave neke kriminalne radnje.

Samo prisustvo nekih od ovih osobina kod čoveka, ne znači automatski da on pati od ovog mentalnog poremećaja. Dr. Hare se koristi bodovanjem u smislu prisustva i stepena izražajnosti svake od ovih osobina, tako da mu krajnji rezultat indicira da li neko „boluje” od psihopatije ili ne. Ovde bi trebali napomenuti da će većina normalnih ljudi naći neke od ovih osobina kod sebe, što može biti posledica jedne vešto organizovane kampanje „psihopatizacije” (transpersonalizacije) ljudskih bića koja se već odavno uveliko odvija, mahom preko medija, mada se to može desiti i nakon jedne duže neposredne interakcije sa osobama koje pate od ovog oboljenja.

## Psihopatija i metode zaštite
Bez obzira što psihopate imaju neke zajedničke generalne osobine, svaki slučaj je na neki način specifičan, te ga tako treba i posmatrati.
Uopšteno govoreći, postoje 3 metode, mada granice između njih ponekad nisu potpuno jasne.

### Prva metoda
Ova metoda podrazumeva presecanje svih veza, druga, držanje psihopate na distanci, a treća je ulazak u direktan sukob.
Problem je u tome što psihopatija ima i svoju metafizičku pozadinu, odnosno, postoje tu neke stvari koje su previdne ali se događaju kod interakcije sa psihopatom. To bi se slikovito moglo opisati kao formiranje jedne eterične veze između psihopate i žrtve. Oni su u stanju da utiču na čoveka, menjaju njegovo psihičko stanje i raspoloženje sa distance.
S obzirom da se tu često radi radi o spašavanju „žive glave” odnosno „razuma” ili integriteta čovekovog bića, prva metoda je ono što se najčešće preporučuje.
Ukoliko je neko od rodbine psihopata, u lakšim slučajevima može se preduzeti strategija koju je Gurdžijev nazvao „igranje uloge”. Na primer, ukoliko te ta osoba poseti, onda igraš ulogu dobrog domaćina čisto da bi olakšao život i sebi i drugima. Istovremeno znaš da je stvar privremena i težiš da izbegneš svaki konflikt. Kod konverzacije se držiš tema koje su bliske toj osobi i ne zalaziš nigde duboko. To je vrsta konverzacije koju je čini mi se takođe Gurdžijev nazivao potapanje pasulja.

### Druga metoda
Ova metoda se može koristiti, na primer, ukoliko ti je neki kolega s posla psihopata, odnosno, neko iz tvoje okoline s kim ne možeš prekinuti sve veze tj. moraš ulaziti u neku vrstu interakcije. To podrazumeva da čovek mora povući liniju preko koje ne sme da ga pusti a istovremeno treba i da uspostavi određeni vid koegzistencije. Ova metoda traži malo veće znanje i lični integritet jer je potrebno psihopati dati na znanje da si ga „pročitao”, odnosno, da imaš tu sposobnost da mu se efikasno suprotstaviš, ukoliko se za tako nešto ukaže potreba a na njemu je to da se potrudi da se ta potreba ne ukaže. Radi se o nekoj vrsti verbalnog ili prećutnog „dogovora” da jedan ne zalazi na područje drugog.
Lobacevski je tvrdio da je određeni procenat ljudi prijemčiv za psiho-patološki materijal i da oni lako postaju žrtve psihopata, odnosno, marionete u njihovim rukama.

#### „Kamilizacija čovjeka”
Ukoliko mu počnemo popuštati tj. puštati ga na naš „teren”, on se neće smiriti sve dok ga potpuno ne preuzme. Dakle, čovek ni u kom slučaju ne sme dopustiti da bude „kamiliziran”. Kamila će pri svemu tome rado da igra na kartu njegove savesti.

### Treća metoda
Nju može primeniti samo onaj koji poznaje suštinu problematike i podrazumeva direktan sukob sa psihopatom, koji će se u ovom slučaju boriti svim sredstvima da održi svoj položaj i kontrolu. Ovde normalan čovek mora istovremeno raditi na odbrani i napadu. Ovo se primenjuje kad čovek odredi na osnovu lične percepcije da je neki psihopata „prevršio svaku meru”.

## Biološke osnove psihopatije
Genetsko nasleđe igra značajnu ulogu u psihopatiji.
Važno je naglasiti da se ove ekstremno kompleksne karakteristike najverovatnije ne određuju od strane samo jednog gena, nego su skoro sigurno oligogenične, što podrazumeva da su uzrokovane od strane više gena sa uzajamnim dejstvom.
Jedna važna veza sa neurobiološko-bihejvioralnim segmentom tog lanca mogla bi da se sastoji od promenjenog funkcionisanja cerebralnog korteksa (moždane kore) psihopate. Neke od najinteresantnijih informacija u vezi toga kako moždana kora funkcioniše kod psihopatije dolaze nam iz naučnih radova na temu — kako ljudska bića procesiraju jezik.
Normalni ljudi reaguju na emocionalno nabijene reči mnogo brže i mnogo intenzivnije nego na reči koje su neutralne. Istraživanja indiciraju da mozak normalnih ljudi prati, pamti i prepoznaje reči koje se odnose na emocionalna iskustva mnogo bolje nego reči koje su emotivno-neutralne. Kod psihopata, to nije tako, oni reaguju na reči sa emocionalnim nabojem isto kao što reaguju i na neutralne reči. To podrazumeva da za njih reči nabijene emocijama nemaju nikakvo dublje značenje.
Psihopate pokazuju povećanu cirkulaciju krvi u temporalnim režnjevima mozga kada trebaju da reše neki zadatak koji sadrži u sebi emotivne reči. Kod normalnih ljudi do takve pojačane cirkulacije krvi dolazi u slučajevima kada moraju da reše neki malo teži problem intelektualne prirode. Psihopate koje su pokušavale da reše neke zadatke koji su bili bazirani na emotivnim rečima, što za normalne ljude ne bi bio nikakav neurološki problem, psihički su reagovali manje više kao da im je bilo dato da reše neki problem iz algebre. Psihopatija je nešto mnogo više od nedostataka savesti, radi se o nesposobnosti da se procesuira jedan emocionalni doživljaj, uključujući ljubav i pažnju, osim kad jedan takav doživljaj može da se kalkuliše kao jedan hladni intelektualni zadatak.

## Socijalne osnove psihopatije
Psihopate još od rane mladosti primećuju da se razlikuju od većine drugih ljudi a imaju sposobnost da se međusobno prepoznaju i udružuju. Često zauzimaju karakterističnu pozu odavajući utisak „nekoga ko raspolaže nekim tajnim znanjem” dok se prema drugima, koji ne pripadaju njihovoj kliki, često ponašaju arogantno ili sa prezirom.
Psihopate su veoma probitačni kad se o napretku na hijerarhijskim lestvicama radi, bilo da se radi o politici, religiji, multinacionalnim korporacijama ili zdravstvenim ustanovama. Oni se koriste svim sredstvima kako bi napredovali. Vrlo su prevejani, podmukli i u ostvarenju svojih ciljeva ne mare o posledicama.
Psihopate često nalazimo među političkim i drugim liderima, verskim fanaticima koji su sposobni da svojim fanatizmom „zaražavaju” druge, a onda manipulišu njima kako im to odgovara. Kad se psihopata npr. zadesi u okviru neke religijske hijerarhije, njegove lične želje i ciljevi automatski se pretvaraju u — Božje, a kad je ostvarenje Božjih ciljeva u pitanju, onda se to radi po svaku cenu i sva sredstva su dozvoljena. Takve individue su u stanju da na jedan veoma vešt način manipulišu populacijom.
Psihopate su veoma opasne po ljudsko društvo, pogotovo kada se nalaze na pozicijama vlasti, kao na primer mestu predsednika države ili na drugim pozicijama vlasti sa kojih se upravlja životom u nekoj državi ili na ovoj planeti. Najpoznatiji primer psihopate u novijoj istoriji na čelu jedne države po mnogima je bio Adolf Hitler, mada on nije bio jedini psihopata iz redova Nacista. Možda najbolji ’školski’ primer psihopate bio je njegov blizak saradnik i lekar Dr. Jozef Mengele koji je prilikom mučenja i izvršenja egzekucije ljudi čak pevušio sebi omiljene melodije što pokazuje da je tada osećao i lično zadovoljstvo koje je tipično osećanje kod psihopate kada ugnjetava drugoga, u narodu poznato kao izreka ’’sladiti se tuđim mukama’’.
Prema nekim zvaničnim podacima, 4% ljudske populacije na našoj planeti ‘boluje’ od psihopatije (ili sociopatije). Danas postoje sasvim pouzdane metode za dijagnostiku ovog oboljenja. U jednom naprednom humanom društvu psihopatama se ne bi moglo dozvoliti da obavljaju funkcije i drže pozicije sa kojih mogu ugrožavati živote i dobrostanje drugih ljudi.

## Zaključak
Kod slučajeva psihopatije, uspešna terapija ne postoji. Samo njihove žrtve se mogu lečiti. Sa pravilnim pristupom ovoj problematici, psihopate je moguće ‘neutralisati’ odnosno sprečiti njihovo pogubno dejstvo. Duša, ljudska savest i osećanja, ne mogu se nekome dati uz pomoć savetovanja, pilule ili injekcije. Mnoge žrtve psihopata čine grešku pokušavajući da ih ‘prevaspitaju’,zbog čega zapadaju u psihičko stanje koje neki psiholozi nazivaju „sindromom poker mašine”. Poznato je da ljudi koji često igraju na tim aparatima, stalno ubacuju u njih novac, međutim uvek dobijaju mnogo manje nego što investiraju. Nakon određenog vremena nastupa faza nadanja da će jednim većim dobitkom nadoknaditi do tada potrošeni novac. U tom smislu, logika im govori da ukoliko prestanu da se kockaju, onda će njihov novac ostati nepovratno izgubljen a toliko mnogo su uložili. Onda oni tako igraju sve dok ih mašina potpuno ne ‘iscrpi’ od novca-energije, nesposobni da prekinu igru sve dok potpuno ne pokleknu.
Neke psihopate, veoma lako zauzimaju i ulogu žrtve i samosažaljevaju se, kad primete da je njihova pozicija neposredno ugrožena, odnosno kad im percepcija kaže da se nalaze pred neposrednim gubitkom. U toj fazi oni će igrati na neku slabost žrtve, pokušavajući da aktiviraju njenu savest i različita osećanja koja proizilaze iz nje. Ukoliko im to pođe za rukom, žrtva će nakon prilično kratkog vremena primetiti da se ovi ponašaju nepromenjeno. Treba napomenuti da ignorisanje psihopatije kao važnog dela objektivne realnosti, čini čoveka slepom, ranjivom i lakom žrtvom tih individua.

## U popularnoj kulturi
Bojni filmovi kao antagoniste imaju likove koji ispoljavaju psihopatsko ponašanje. Profesor Samuel Leisted i njegov tim utvrdili su da je lik Antona Čigura u Nema zemlje za starce najrealniji prikaz psihopate na filmu. Drugi realistični prikazi psihopate su lik Hansa Bekertua u prvom zvučnom filmu Frica Langa M i Henri Li Lukas u filmu Henri: Portret serijskog ubice Džeka Meknotona.
Primeri žena psihopata na filmu su Hedru Klarson u filmu Single White Female i Ketrin Tremel u Niskim strastima.
Likovi iz popularnih filmova kao što su Patrik Bejtmen u Američkom psihu, Norman Bejts u Psihu i Hanibal Lektor u Kad jaganjci utihnu ne predstavljaju potpuno autentičan prikaz psihopatskog ponašanja.

## Literatura
- Hare, Robert D. 978-86-88515-00-9 Bez savesti: Zastrašujući unutrašnji svet psihopata oko nas Проверите вредност параметра |url= (помоћ).[мртва веза]
- Blair, J.;  . (2005). The Psychopath — Emotion and the Brain. Malden, MA: Blackwell Publishing. ISBN 978-0-631-23335-0..
- Hare, Robert D. (1999). Without Conscience: The Disturbing World of the Psychopaths Among Us. New York: Guilford Press. ISBN 978-1-57230-451-2.
- Oakley, Barbara A. (2008). Evil Genes: Why Rome Fell, Hitler Rose, Enron Failed, and My Sister Stole My Mother's Boyfriend. Buffalo, N.Y: Prometheus Books. ISBN 978-1-59102-665-5.
- Widiger, Thomas;  . (1995). Personality Disorder Interview-IV, Chapter 4: Antisocial Personality Disorder. Psychological Assessment Resources, Inc. ISBN 978-0-911907-21-6.
- Paul Babiak & Robert D. Hare.  HarperCollins, New York, NY. Snakes in Suits: When Psychopaths Go to Work. ISBN 978-0-06-114789-0.
- Black, Will (2014). Psychopathic Cultures and Toxic Empires. ISBN 978-1-904684-71-8. Frontline Noir, Edinburgh.
- Dutton, K. (2012). The Wisdom of Psychopaths. ISBN 978-0-374-70910-5. (e-book)
- Häkkänen-Nyholm, H. & Nyholm, J-O. (2012). Psychopathy and Law: A Practitioners Guide. Chichester: John Wiley & Sons.
- Kiehl, Kent (2014). The psychopath whisperer : the science of those without a conscience. New York: Crown Publishers. ISBN 978-0-7704-3584-4.
- Thiessen, W Slip-ups and the dangerous mind: Seeing through and living beyond the psychopath (2012)
- Posner, Gerald L.; Ware, John (1986). Mengele: The Complete Story. New York: McGraw-Hill. ISBN 978-0-07-050598-8.

## Spoljašnje veze
- Psihopatija i politika
- Departman za psihologiju, Filozofski Fakultet Niš
- Psihologija Архивирано на веб-сајту  (2. децембар 2011)

|  | Molimo Vas, obratite pažnju na važno upozorenje u vezi sa temama iz oblasti medicine (zdravlja). |